# Elefantina
Elefantina es una isla de Egipto, en el río Nilo, contigua a la primera catarata y frente a la moderna ciudad de Asuán. Mide 1350 m de longitud por 780 m de anchura. Las antiguas ruinas de la ciudad de Elefantina forman parte del Patrimonio de la Humanidad desde 1979, incluidas bajo la denominación de Monumentos de Nubia, desde Abu Simbel hasta File.

## Geografía

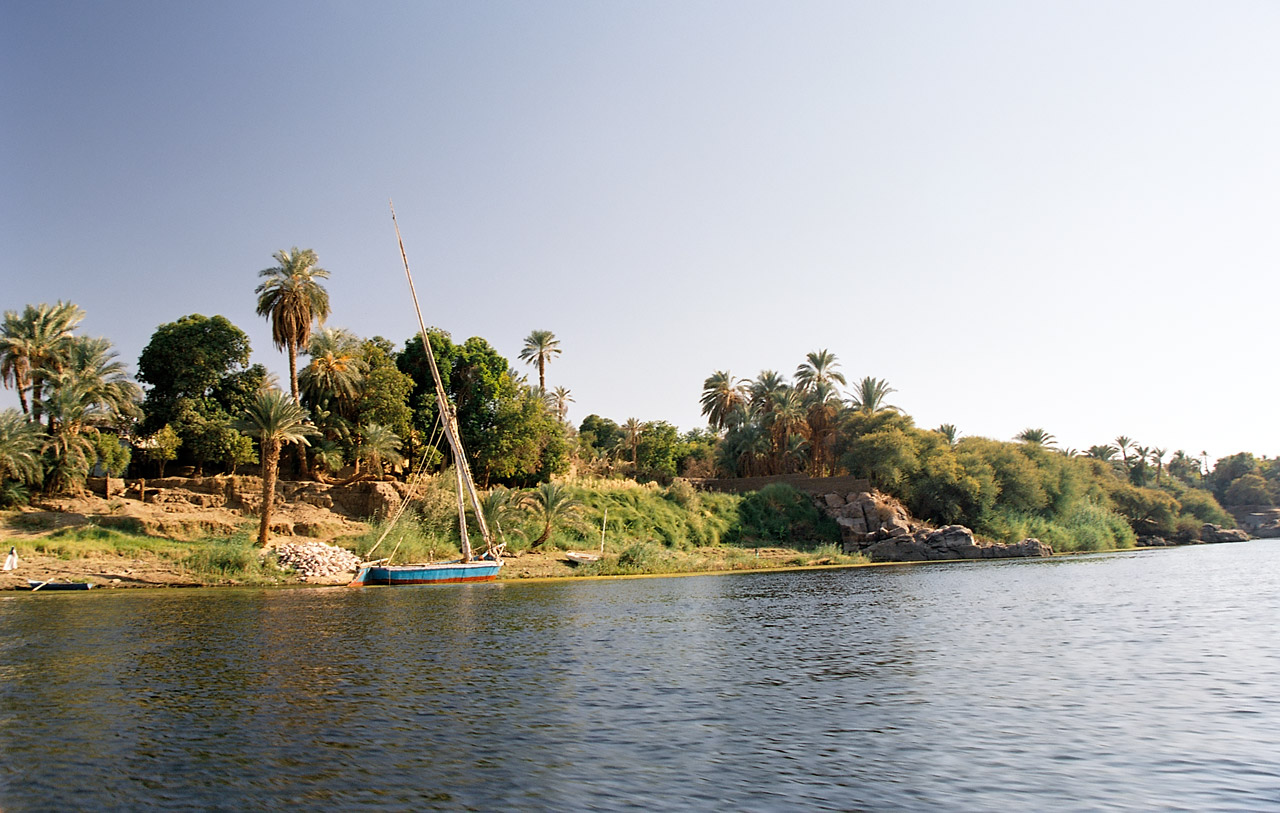
Lado occidental de la isla en el río Nilo.

La isla de Elefantina mide 1200 metros de norte a sur, y en su punto más estrecho mide 400 metros. Puede ser vista, al igual que otras islas en Asuán, desde la orilla oeste. La isla está situada aguas abajo de la primera catarata (por lo tanto, al norte de esta) en la frontera sur del Alto Egipto con la Nubia inferior. 
La isla puede haber recibido su nombre por su forma, que en vistas aéreas es similar a la de un colmillo de elefante, o debido a que desde las rocas redondeadas a lo largo de los bancos se asemeja a la de los elefantes. En griego la palabra para elefante es la de elephas (ελέφας).

## Historia
El nombre de Elefantina es la traducción del egipcio antiguo Ab o Abu (ȝbw), que significa "elefante", los árabes la denominaron "Isla de las Flores".
En la Antigüedad fue la capital del nomo I del Alto Egipto, To-Jentit "La frontera". 
Tuvo gran importancia desde épocas antiguas hasta el periodo helenístico por estar adyacente a la primera catarata, una frontera natural, en la que estaba emplazada una importante guarnición, que controlaba las rutas del sur de Egipto. 
Durante el Segundo Período Intermedio (1650-1550 a. C.), la fortaleza marcó la frontera sur de Egipto.
De acuerdo con la mitología egipcia, aquí fue la morada de Jnum o Khnum, dios con cabeza de carnero, de las cataratas, que vigilaba y controlaba las aguas del Nilo desde cuevas bajo la isla. En Elefantina se veneraba a la tríada compuesta por Jnum, Satet y Anuket. 
Todos los templos fueron destruidos por el monarca persa Cambises II, el hijo de Ciro II el Grande, entre el año 525 y el 522 a. C.[cita requerida]
Actualmente hay excavaciones en curso por el Instituto Arqueológico Alemán en la ciudad han descubierto muchos hallazgos, que se exhiben en el Museo de Asuán, situados en la isla, incluyendo un carnero momificado de Khnum. Artefactos que datan de tiempos predinásticos  han sido encontrados en Elefantina. Un raro calendario, conocido como el Calendario de actividades de Elefantina, que data del reinado de Tutmosis III durante la dinastía XVIII, fue encontrado fragmentado en la isla.

### Templos

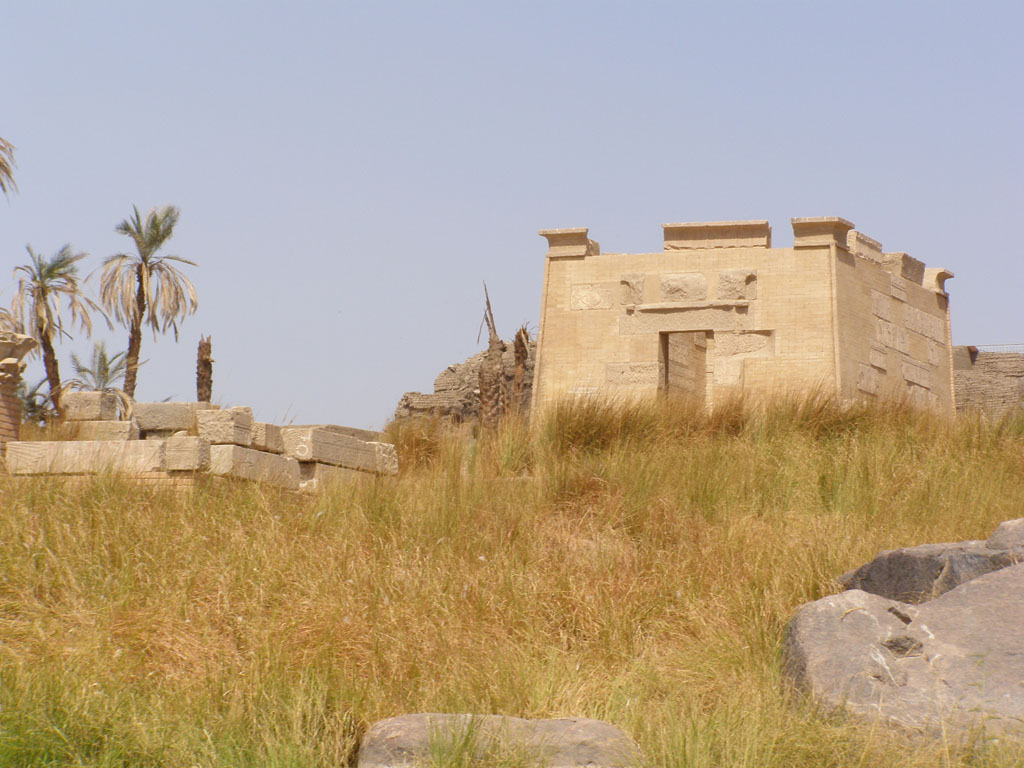
El Templo al dios Jnum, erigido por Nectanebo II.

Antes de 1822, había templos a Tutmosis III y Amenhotep III en la isla. En esos años fueron destruidos durante la campaña de Mehmet Alí, gobernador de Egipto en nombre del sultán, para conquistar Sudán. Ambos templos estaban relativamente intactos antes de la demolición deliberada. [cita requerida]
El primer templo fue el templo de Satet, fundada alrededor de 3000 a. C. y ampliado y renovado durante los próximos 3000 años. Existen registros de un templo egipcio de Khnum durante la dinastía III de Egipto. Este templo fue reconstruido totalmente en el último período, durante la dinastía XXX, justo antes del dominio extranjero previo al período grecorromano. 
La mayor parte de la parte meridional día de la isla está ocupada por las ruinas del templo de Khnum. Estas antiquísimas ruinas aún en pie están hechas con las mismas piedras que la pirámide escalonada de la tercera dinastía. Además sobrevive un pequeño templo construido por el nomarca local Heqaib durante la sexta dinastía. 
En el Imperio Medio muchos funcionarios, como los gobernadores locales Sarenput I o Heqaib III dedicaron estatuas y santuarios en el templo.

### Nilómetros

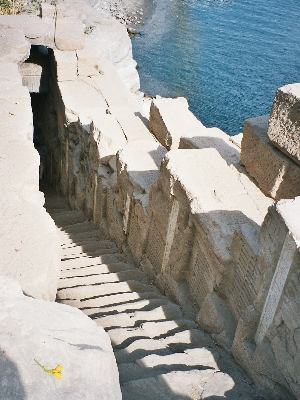
Nilómetro de Elefantina

Un nilómetro era una estructura para la medición de la claridad del río Nilo y el nivel del agua durante la temporada anual de inundaciones. Hay dos nilómetro en la isla de Elefantina. 
El más famoso es un corredor asociado con el templo de Satis, con una escalera de piedra que desciende del corredor. Este uno de los nilómetros más antiguos, reconstruido por los romanos varias veces y todavía en uso durante periodos tan tardíos como el siglo XIX. Los noventa pasos que conducen hasta el río están marcados con numeración indoarábica, romana y jeroglífica. Visibles en la orilla del agua son las inscripciones grabadas profundamente en la roca durante la dinastía XVII.
El otro nilómetro es una cuenca rectangular ubicado en el extremo sur de la isla, cerca del templo de Khnum y enfrente del hotel Old Cataract. Es probablemente el mayor de los dos. Uno de los nilómetros, aunque no se sabe con certeza cuál, es mencionado por el historiador griego Estrabón .
Muchas fuentes afirman que el legendario "Pozo de Eratóstenes", famoso en relación con el presunto cálculo de Eratóstenes de la circunferencia de la Tierra porque en él podría verse el reflejo del Sol en el mediodía del solsticio de verano, estaba ubicado en la isla.
Estrabón menciona un pozo que se usó para observar que Siena (Syene → As Syene → As Suen → As Suán → Asuán) se encuentra en el Trópico de Cáncer, pero la referencia es a un pozo en Asuán, no en Elefantina. Ninguno de los nilómetros de Elefantina es adecuado para este propósito, mientras que el pozo de Asuán aparentemente se ha perdido.

### Presencia judía
Los papiros de Elefantina son las conjunto de archivos y documentos que pertenecieron a los miembros de las comunidades judías y arameas que habitaban en la isla de Elefantina, escritas en arameo. Esta documenta una comunidad judía, tal vez compuestas de mercenarios, que data de algún momento del siglo VI a. C. Ellos mantuvieron su propio templo (véase también la Casa de Yahweh), en la que se ofrecían sacrificios, evidenciando creencias politeístas, que funcionaba junto a la de Khnum.
El templo pudo haber sido construido en reacción a Manasés y su restablecimiento del culto pagano o simplemente para servir las necesidades de la comunidad judía.

### Otros detalles
La isla cuenta con el Museo de Asuán en el extremo sur de la isla. Las excavaciones en curso por el Instituto Arqueológico Alemán en el sitio de la ciudad antigua han descubierto muchos hallazgos que están ahora en exhibición en el museo, incluyendo un carnero momificado de Khnum. Una población considerable de personas nubias viven en tres pueblos de la sección central de la isla. Un gran hotel de lujo se encuentra en el extremo norte de la isla.
El Jardín Botánico de Asuán es cercano, al oeste, con la isla Kitchener.

## Lista de restos arqueológicos
- El Templo al dios Jnum, erigido por Nectanebo II y completado por ptolomeos y romanos.
- El Templo de Heqa-ib, monarca de Elefantina y Siena de finales del Imperio Antiguo.
- La pequeña Pirámide de Elefantina, una de las pirámides provinciales del Imperio Antiguo.
- El nilómetro, descrito por Estrabón, que es un pasaje escalonado, horadado en la roca, de noventa escalones, con marcas laterales grabadas, para medir el nivel del río, referencia fundamental de la situación económica y para establecer la cuantía de los impuestos.
- Bloques de piedra, reutilizados, de casi todos los periodos históricos del Antiguo Egipto.
- Inscripciones grabadas en rocas, de varias épocas.
- Los Papiros de Elefantina, describiendo las costumbres de la comunidad judía durante el siglo V a. C.

| U23 | D58 | E26 | G43 | W6 | N25 |

| U23 | D58 | E26 | G43 | W6 | N25 |

| \| \| | U23 | D58 | W6 | N25 |
|       |     |     |    |     |

|  |

| \| \| | U23 | D58 | W6 | N25 |
|       |     |     |    |     |

|  |

| \| \| | U23 | D58 | S24 | O49 |
|       |     |     |     |     |

|  |

| \| \| | U23 | D58 | S24 | O49 |
|       |     |     |     |     |

|  |

| \| \| | U23 | G43 | O49 |
|       |     |     |     |

|  |

| \| \| | U23 | G43 | O49 |
|       |     |     |     |

|  |

| \| \| | U23 | D58 | Z7 | Aa2 | N25 |
|       |     |     |    |     |     |

|  |

| \| \| | U23 | D58 | Z7 | Aa2 | N25 |
|       |     |     |    |     |     |

|  |

| \| \| | U23 | W6 | D58 |
|       |     |    |     |

|  |

| \| \| | U23 | W6 | D58 |
|       |     |    |     |

|  |

| \| \| | S24 | O49 |
|       |     |     |

|  |

| \| \| | S24 | O49 |
|       |     |     |

|  |